# Julien Bonvin
Julien Bonvin, né le 10 janvier 1999 à Sierre, est un athlète suisse, spécialiste du 400 mètres haies.

## Biographie
Julien Bonvin naît à Sierre le 10 janvier 1999. Il commence l'athlétisme à 12 ans et joue également au football jusqu'en 2014.
Il obtient sa maturité au Lycée-collège de l'Abbaye de Saint-Maurice en juin 2020,. Il étudie à mi-temps la biologie à l'Université de Lausanne depuis 2023.
À l'automne 2021 il fait son école de recrues dans l'armée suisse en tant que sportif d'élite.

## Carrière
Initialement coureur de 110 m haies, il passe sur le 400 m haies à cause de « sa difficulté à se mettre très vite dans le rythme ». Il pratique également le 400 m mais dit préférer les haies.

### Débuts chez les jeunes
En juillet 2016, il participe aux championnats d'Europe des moins de 18 ans à Tbilissi en Géorgie où il se qualifie pour les demi-finales mais pas pour la finale.
En mai et juin 2017, il bat ses records personnels sur le 400 m haies puis le 400 m pour se qualifier dans les deux disciplines pour les Championnats d'Europe des moins de 20 ans à Grosseto en Italie,. En juillet, lors de ces championnats, il ne passe pas le premier tour du 400 m haies et dispute également le relais 4 × 400 m. Il termine sa saison 2017 en améliorant son record personnel et en remportant le titre national des moins de 20 ans sur le 400 m haies.
En mai 2018, lors de son premier 400 m haies de la saison, il abaisse son record personnel et se qualifie pour les championnats du monde des moins de 20 ans de Tampere en Finlande. En juin, il bat son record et se qualifie pour les mondiaux juniors également sur le 400 m mais décide de ne s'aligner que sur le 400 m haies en Finlande. Il se présente à Tampere avec l'objectif de se qualifier pour les demi-finales, ce qu'il réussit en battant son record personnel. Il ne se qualifie cependant pas pour la finale. Il termine sa saison 2018 comme la précédente en remportant le titre national des moins de 20 ans sur le 400 m haies. Il termine sa saison en remportant le titre national espoirs sur le 400 m haies.
Il commence la saison 2019 par un stage en Afrique du Sud et décide de faire l'impasse sur les championnats d'Europe en salle de Glasgow et de prioriser le relais. En juin 2019, il bat son record personnel et obtient sa qualification pour les championnats d'Europe des moins de 23 ans de Gävle en Suède où il est éliminé dès les séries.
Julien Bonvin entame la saison 2020 par une médaille d'argent sur le 200 m des championnats de Suisse en salle. En raison de la pandémie de Covid-19, il ne court plus qu'au mois de juin. En août 2020, après quatre titres consécutifs en catégorie jeune, il termine deuxième des championnats de Suisse des moins de 23 ans sur 400 m haies. En septembre 2020, il termine cinquième du 400 m haies des championnats de Suisse élites.

### Confirmation chez les élites
En février 2021, lors du meeting en salle de Macolin, il bat son record personnel du 200 m et s'approche de la limite qualificative pour les championnats d'Europe en salle de Toruń sur le 400 m. Il remporte ensuite à nouveau la médaille d'argent des championnats de Suisse en salle sur 200 m mais échoue à se qualifier pour la finale du 400 m ainsi que pour les Européens en salle. Fin mai 2021, il bat son record personnel du 400 m haies pour obtenir sa qualification pour les championnats d'Europe des moins de 23 ans de Tallinn où il vise une qualification pour la finale,. Quelques semaines plus tard, il améliore encore son record personnel sur la distance. à la fin du mois de juin, il passe pour la première fois sous les 50 s sur 400 m haies et termine deuxième des championnats de Suisse élites derrière Kariem Hussein mais est finalement déclaré vainqueur à la suite de la disqualification pour dopage de Kariem Hussein. À Tallinn, il se qualifie pour les demi-finales en terminant troisième de sa série puis à nouveau troisième de sa demi-finale pour se qualifier pour la finale. Lors de la finale, il termine cinquième en battant son record personnel. En août, il participe à un 200 m à Berne et améliore son record personnel datant de 2017.
Comme la saison précédente, il entame l'année 2022 par un record personnel en salle, sur 400 m cette fois. Une semaine plus tard, il améliore à nouveau son record personnel pour remporter le titre national du 400 m en salle. Début juin, à Eisenstadt, il bat son record personnel et réalise les limites pour les championnats d'Europe de Munich. Il améliore à nouveau son meilleur chrono deux semaines plus tard à Berne. À la fin du mois de juin, il remporte à Zurich son deuxième titre national consécutif en extérieur sur 400 m haies. Grâce à ce titre national, il est repêché pour les championnats du monde de Eugene via le classement mondial,. Aux États-Unis, il ne se qualifie pas pour les demi-finales. Malgré un chrono « modeste », il indique n'avoir « aucun regret ». À Aarau, lors de sa dernière course avant les championnats d'Europe, il chute lourdement sur une haie. À Munich, pour la compétition européenne, il ambitionne de se qualifier pour les demi-finales du 400 m haies. En séries, il s'approche de son record personnel et termine troisième pour se qualifier pour les demi-finales. Il le bat de deux dixièmes en demi-finales pour se qualifier pour la finale. En finale, il court dans le premier couloir, « de loin pas celui qu'il préfère », et termine septième. Après les championnats d'Europe, il termine quatrième du 400 m haies d'Athletissima à Lausanne puis septième de celui du Weltklasse de Zurich. Il conclut sa saison à Bellinzone en courant pour la huitième fois de l'année sous les 50 secondes.
En février 2023, à Saint-Gall, il remporte le titre national en salle sur 200 m. Il explique cependant vouloir mettre l'accent sur la qualification pour les Jeux olympiques de l'année suivante. Fin juillet, il remporte un troisième titre national consécutif sur 400 m haies. Aux championnats du monde de Budapest, il ambitionne de se qualifier pour les demi-finales. Il atteint son objectif en battant son meilleur temps de la saison. Il termine ensuite dernier de sa demi-finale et ne se qualifie pas pour la finale. Repêché pour participer au Weltklasse, il termine septième mais se dit satisfait dans l'optique de la qualification olympique. Il termine sa saison en terminant deuxième à Bellinzone, engrangeant des point pour la classement mondial en vue des Jeux olympiques de 2024 à Paris.
En 2024, il fait l'impasse sur la saison en salle. Il est retenu pour les championnats d'Europe de Rome sur 400 m haies après avoir réalisé les limites qualificatives en 2023. Il ambitionne de se qualifier pour la finale comme deux ans plus tôt mais vise prioritairement les demi-finales. En Italie, il passe les séries en réalisant son meilleur temps de la saison. Il termine cinquième de sa demi-finale et échoue à se qualifier pour la finale. Il court également avec le relais 4 × 400 m qui est éliminé en séries. Le 28 juin 2024, lors des championnats de Suisse à Winterthour, il « explose » son record personnel en série du 400 m haies en courant en 48 s 59. Il devient le troisième performeur suisse de l'histoire et réalise les limites qualificative pour les Jeux olympiques de Paris, participation à laquelle il dit « avoir fait le deuil » avant de réussir ce chrono. Lors de la finale, il est battu par Dany Brand et échoue à gagner un quatrième titre national consécutif sur la distance. Il est officiellement sélectionné pour les Jeux olympiques le 8 juillet 2024. Il conclut sa préparation pour Paris en courant 49 s 39 à La Chaux-de-Fonds.
Il ambitionne de devenir le premier Suisse à courir le 400 m haies sous les 48 secondes.

## Palmarès

### International
| Date | Compétition     | Lieu  | Résultat | Épreuve     | Temps |
| ---- | --------------- | ----- | -------- | ----------- | ----- |
| 2024 | Jeux olympiques | Paris |          | 400 m haies |       |

## Records
| Épreuve          | Temps   | Lieu        | Date         |
| ---------------- | ------- | ----------- | ------------ |
| 400 mètres haies | 48 s 59 | Winterthour | 28 juin 2024 |